# Andrézieux-Bouthéon
Andrézieux-Bouthéon là một commune của tỉnh Loire thuộc miền trung nước Pháp.

## Attractions
- Le Château Bouthéon